# Aceratobasis macilenta
Aceratobasis macilenta – gatunek ważki z rodziny łątkowatych (Coenagrionidae).